# 化学防護衣

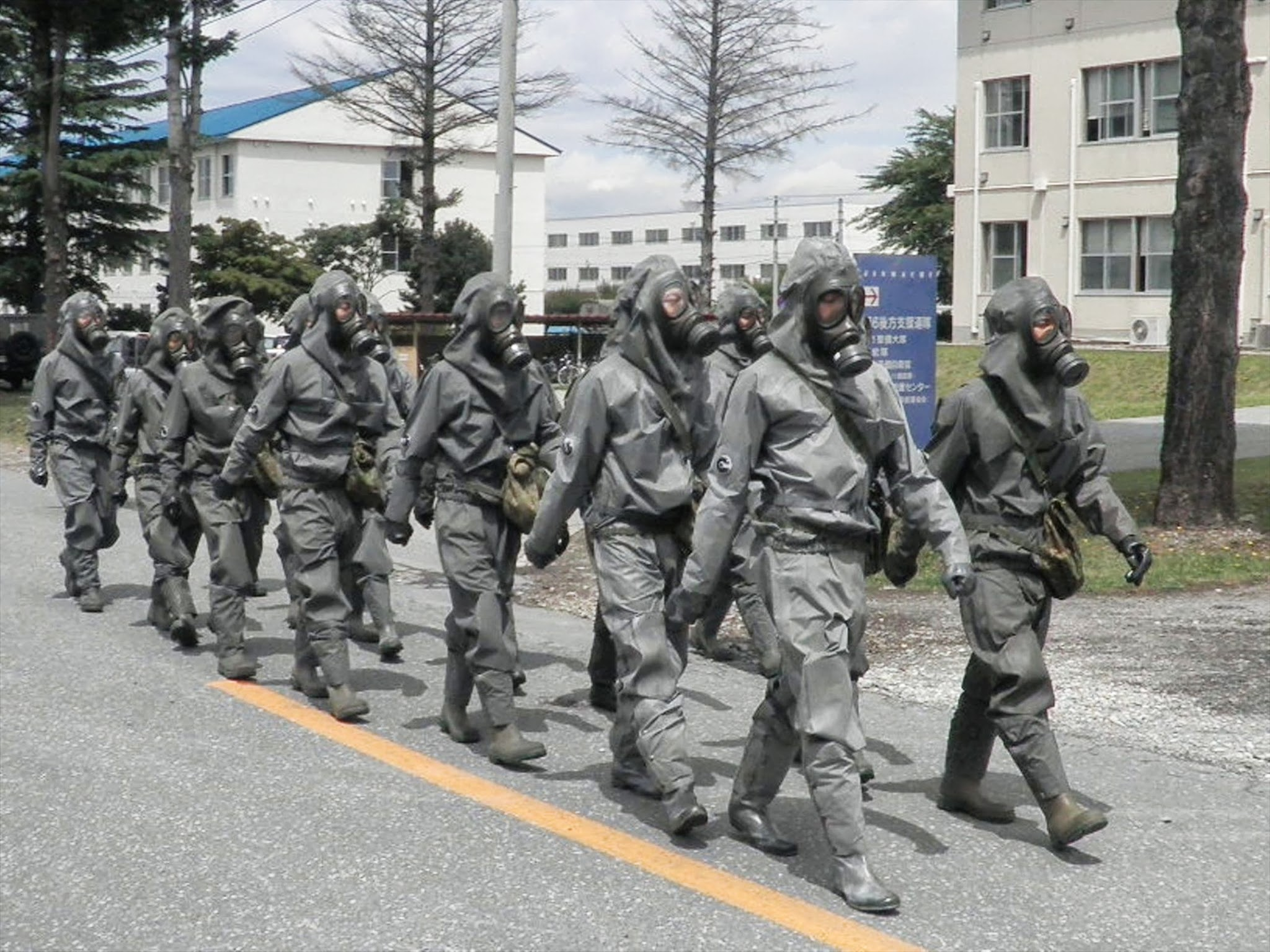
化学防護衣で駐屯地内を練り歩く新隊員

化学防護衣（かがくぼうごい）は、陸上自衛隊の装備。防護マスク4型と併用される。全部隊に配備されている。

## 概要
- 全備重量：約4.6kg[1]
- ゴム製の防護衣で密封して全身を完全に有毒ガス、フォールアウトなどから防護することが出来る。汚染地域の偵察、除染作業に使用される[1]。

## 製作
- 藤倉ゴム工業[1]